# Libyana
Libyana (Arabo: ليبيانا) fu fondata nel 2004 come società privata dalla General Post and Telecommunication Company (GPTC). Ne era presidente Muhammad Gheddafi, il figlio maggiore dell'ex presidente libico Muʿammar Gheddafi. Libyana è entrata nel mercato libico con servizi a basso costo per competere con la già esistente Almadar Mobile, anch'essa in seguito acquisita da GPTC.